# Šramnický potok
Šramnický potok je drobný vodní tok v okrese Most. Potok je dlouhý 3,9 km, plocha povodí měří 8 km² a průměrný průtok v ústí je 0,1 m³/s. Spravuje ho státní podnik Povodí Ohře.
Potok pramení na jihovýchodním úbočí Medvědí skály v nadmořské výšce 808 m n. m. Na svém krátkém toku překonává výškový rozdíl téměř 500 m. Původně se vléval do Bíliny, ale s rozšiřováním lomu ČSA byl jeho tok sveden pomocí přeložky Šramnického a Černického potoka do Jiřetínského potoka. Od pramene teče směrem na jihovýchod. Cestou míjí objekt historické vodárny zámku Jezeří a vtéká do uklidňovacích nádrží, po nichž následuje betonové koryto, které ho přivádí k hornímu ústí Štoly Jezeří dlouhé 1 014,5 m. Ta potok svede do údolí Černického potoka. Oba potoky odkud pokračují Albrechtickou štolou dlouhou 255 m a potom podél horského úpatí k Dolnímu Jiřetínu. Jejich koryto cestou ještě zprava přibírá vodu Albrechtického potoka a vzápětí se zprava vlévá do Jiřetínského potoka.